# Stad as-Salam
Stad as-Salam, także Stad al-Intadż al-Harbi – wielofunkcyjny stadion w stolicy Egiptu, Kairze. Obiekt został otwarty w 2009 roku i może pomieścić 30 000 widzów. Swoje spotkania rozgrywa na nim drużyna Al-Intadż al-Harbi. Stadion był jedną z aren piłkarskich Mistrzostw Świata U-20 2009.